# Tramlijn Middelharnis - Ouddorp
De tramlijn Middelharnis - Ouddorp was een van de twee tramlijnen op Goeree-Overflakkee. Vanaf de veersteiger van Middelharnis liep de lijn via Dirksland, Melissant, Stellendam en Goedereede naar het eindpunt in Ouddorp.

## Geschiedenis
Op 1 mei 1909 werd de lijn geopend door de Rotterdamsche Tramweg Maatschappij en speelde een belangrijke rol en het vervoer van goederen en personen op Goeree-Overflakkee en op de aansluitende RTM stoomveren vanaf Middelharnis naar Hellevoetsluis en Ooltensplaat naar Numansdorp.
Tijdens de Tweede Wereldoorlog heeft de lijn te lijden gehad van beschadiging van het materieel door oorlogshandelingen. Eind jaren ´40 was de lijn echter weer in gebruik. Na de Watersnood van 1953 werd de lijn na zware beschadigingen ook weer in bedrijf genomen, maar enkele jaren later is besloten de lijn te ontmantelen, in november 1956 werd het personenvervoer opgeheven, in 1957 ook het goederenvervoer.Tot 1961 was er nog goederenvervoer tussen Middelharnis station en de haven.

## Restanten
Van de lijn is weinig meer terug te vinden op het eiland, door ruilverkaveling is het tracé goeddeels verdwenen. Een aantal straatnamen herinnert aan de tramlijn. In Ouddorp de Stationsweg , in Goedereede de Tramlijnweg, in Dirksland de Stationsweg en Tramweg. Te Middelharnis haven is een perron met spoor gereconstrueerd. Ook is er een Stationsweg. In Dirksland is er bij de haven een kunstwerk, een informatiebord, en een trambrug (niet de oorspronkelijke).

### Natuurgebied
Ten westen van Stellendam is een deel van de dijk waar het tracé overliep een natuurgebied onder beheer van het Zuid-Hollands Landschap. Het gebied, met de naam Oude Trambaan, is 1 hectare groot en bestaat uit schraal grasland met planten als knoopkruid, margriet. Onder aan de dijk is het natter met zeldzame plantensoorten als brede orchis en gevlekte rietorchis.